# Sinkat
Sinkat (arab. سنكات) – miasto w północno-wschodnim Sudanie, w prowincji Morza Czerwonego. Według danych szacunkowych na rok 2008 liczyło 35 617 mieszkańców.